# Equites Originarii
Die equites originarii (lateinisch für „ursprüngliche Ritter“) sind die uradeligen Familien Holsteins und Stormarns, die seit dem Hochmittelalter dort ansässig waren oder sind. Gemeinsam mit den equites recepti (den „aufgenommenen Rittern“, siehe unten) bilden sie die Schleswig-Holsteinische Ritterschaft.

## Geschichte

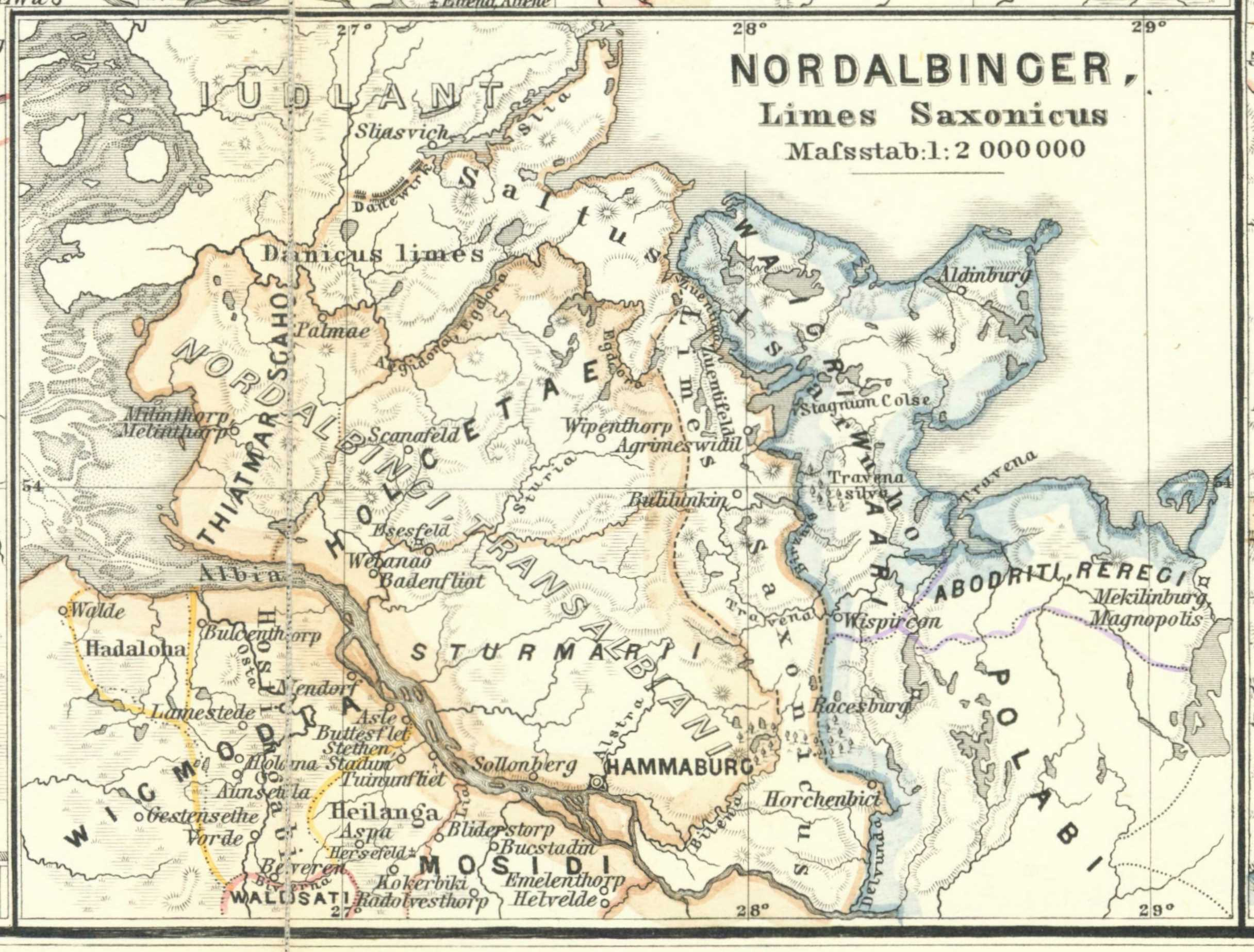
Bevölkerung Schleswig-Holsteins vor Beginn der hochmittelalterlichen Ostsiedlung um 1150. Ocker: sächsische Stämme, blau: abodritische Stämme, dazwischen der Limes Saxonicus.

Im 12. Jahrhundert wurden die ersten ritterschaftlichen Familien urkundlich erwähnt. Sie erbauten sich zunächst Motten (hölzerne Turmhügelburgen) als Rittersitze. Das heutige Schleswig-Holstein wurde damals von sehr unterschiedlichen Volks- und Sprachgruppen bewohnt. Die Eider markierte über Jahrhunderte die Sprachgrenze zwischen Deutsch, genauer Niederdeutsch, und Dänisch; nur wenig nördlich davon entstand im Frühmittelalter das Danewerk zwischen dem Eider-Zufluss Treene und der Schlei bei Schleswig; nördlich davon begann das dänische Jütland. In dessen südwestlichem Teil, dem heutigen Kreis Nordfriesland, siedelten die Nordfriesen, die die nordfriesische Sprache sprachen. Der Limes Saxonicus hingegen war ein breiter, kaum besiedelter Landstreifen, der sich in Nord-Süd-Richtung von der Schlei bis zur Elbe erstreckte und die Sprachgrenze zwischen den sächsischen Stämmen im alten Nordalbingien sowie den westslawischen Stämmen der Abodriten markierte. Nordalbingien war in drei Gaue geteilt, Dithmarschen, Holstengau und Stormarn. Jeder Gau stand unter der Führung eines Overboden; das Geschlecht der Ammoniden stellte die Overboden des Holstengaus, der von den Holsten bevölkert wurde.
Die heutigen Kreise Plön, Ostholstein, die Gegend um Lübeck und der Kreis Herzogtum Lauenburg waren um 1150 noch von den abodritischen Teilstämmen der Wagrier und Polaben dünn besiedelt. Deutsche Ritter gründeten dort als Lokatoren im Rahmen der hochmittelalterlichen Ostsiedlung neue Bauerndörfer für Einwanderer vor allem aus Westfalen und Niedersachsen, unter der Anführung von Adolf von Schauenburg und Heinrich von Badewide. Die Herren von Schauenburg etablierten sich ab 1111 als Lehnsherren der Gaue Holstein und Stormarn, ab 1225 als Grafen von Holstein und Schauenburg. In der östlichen Landeshälfte entstand daher ein Gemisch aus Feudalstrukturen und freien Bauern. Durch Gegenwehr in Dithmarschen konnte sich hier nur wenig Adel und Ritterschaft ausbreiten. Die Overboden stellte hier das Geschlecht der Wollersen. Es entwickelten sich ab den 13. Jahrhundert Wappengeschlechter und eine spezielle Form der Plutokratie.
In Dithmarschen schon im 13., in Nordfriesland und Stormarn wanderten im 16. Jahrhundert zudem westfriesische Siedler ein, die Spezialisten im Deichbau waren und ihre von Sturmfluten gefährdeten fruchtbaren Marschböden als freie Bauern von Warften und Haubargen aus bewirtschafteten. Die westlichen Stämme versuchten, mit mehr oder weniger Erfolg (siehe die Schlacht bei Hemmingstedt von 1500), sich der Landesherrschaft und  dem Lehnswesen zu entziehen. Im Westen des Herzogtums Holstein gab es nur ein paar Adlige Güter nahe der Unterelbe, darunter das Marschgut Haseldorf, und einige um Itzehoe, darunter Schloss Breitenburg; im Westen des Herzogtums Schleswig entstanden überhaupt erst in der Renaissancezeit das landesherrliche Schloss vor Husum und das ritterschaftliche Herrenhaus Hoyerswort. Ansonsten konzentrieren sich die ritterschaftlichen Güter – ebenso wie die herzoglichen und bischöflichen Schlösser – bis heute auf die östliche Landeshälfte, wo das Klima vorteilhafter ist, Seeverbindungen an die deutsche Ostseeküste, nach Dänemark und Schweden bestanden und die Hanse einen weiträumigen Handel entfaltete. Immer wieder kam es zu kriegerischen Auseinandersetzungen der Holsteiner Grafen und ihrer Vasallen, oft im Bund mit der Hanse und den Mecklenburger Herzögen, gegen die Könige von Dänemark, im 14. Jahrhundert etwa gegen Waldemar IV. Atterdag und seine Tochter Margarethe I. Den Holsteiner Grafen und Rittern ging es dabei um das Herzogtum Schleswig (Süderjütland), der Hanse um Handelsprivilegien und die Kontrolle über den Øresund.
Erst mit dem Vertrag von Ripen vom 2. März 1460 wurde der zunächst lose Verbund der landtagsfähigen Ritter (und späteren adeligen Gutsbesitzer) des Landes als Stand mit weitreichenden Privilegien etabliert. Die Privilegienlade von 1503, verziert mit 24 ritterlichen Wappen, befindet sich heute im Museum Schloss Gottorf. Aufgrund dieses Vertrages wählte die schleswig-holsteinische Ritterschaft den dänischen König Christian I. zum Herzog von Schleswig und Grafen von Holstein und Stormarn. Die damit begründete Personalunion zwischen dem vom Haus Oldenburg regierten Königreich Dänemark und den beiden norddeutschen Herzogtümern hatte bis 1864 Bestand. Die Ritterschaft erhielt im Gegenzug für die Bevorzugung Christians gegenüber seinem Konkurrenten Otto II. aus dem Haus der Grafen von Schauenburg und Holstein aus der Linie Holstein-Pinneberg das Recht, die Nachfolger jeweils selbst zu erwählen – die dänischen Könige wurden also nicht automatisch jeweils auch Herzöge von Schleswig und Holstein, sondern nur nach bestätigender Wahl durch die Ritterschaft. Die Handfeste, wie der Vertrag von Ripen historisch korrekt heißt, sicherte der Schleswig-Holsteinischen Ritterschaft noch etliche weitere Rechte zu, darunter u. a. die Kriegs-, Steuer- und Münzbewilligung. Weilte der König – wie sehr oft – nicht im Land, stellte die Ritterschaft zeitweise ein mehrköpfiges Regierungsgremium. Die bekannteste Passage des Vertrags ist bis heute „dat se bliven ewich tosamende ungedelt“ – also die Unteilbarkeit der beiden Herzogtümer; dies war für die Ritter insoweit von Belang, als viele von ihnen in beiden Herzogtümern Besitz hatten. Insbesondere wollten sie nicht riskieren, zwei verschiedenen Lehnsherren zu ritterlichen Kriegsdiensten verpflichtet zu sein, die sich womöglich gegenseitig bekämpfen würden – mit der unweigerlichen Folge, dass die Ritter eines Teils ihrer Lehen aufgrund von Untreue verlustig gehen würden. Als König Christian III. 1544 vertragswidrig das Herzogtum Schleswig-Holstein-Gottorf für seinen Halbbruder Adolf I. errichtete, akzeptierte die Ritterschaft dies zwar widerwillig, doch als 1564 der Bruder Johann das Herzogtum Schleswig-Holstein-Sonderburg erhalten sollte, verweigerten die Stände diesem die Huldigung unter Berufung auf den Vertrag von Ripen. Johann erhielt zwar Rang und Titel, doch blieb die Souveränität beim König. Das abgeteilte Herzogtum war somit ein Paragium, ein bloßes Titularherzogtum, das weder ein Münzrecht erhielt noch stehende Truppen unterhalten durfte. Als es später in weitere, kleinere Paragien aufgeteilt wurde, bezeichnete man die neuen Herzöge nur noch als Abgeteilte Herren, die lediglich einige Schlösser und Einkünfte unter sich aufteilen konnten, nicht aber die Regierungsfunktionen.
Im 16. Jahrhundert entstanden die Großlandwirtschaften, in Schleswig-Holstein Adlige Güter genannt, die bis in die Gegenwart hin Bestand gehabt haben. Anstelle der kleinen Wasserburgen des Mittelalters wurden große Herrenhäuser im Renaissancestil errichtet, später auch im Stil von Barock, Klassizismus und Historismus, sowie weiträumige Wirtschaftshöfe mit repräsentativen, meist reetgedeckten Scheunen und Ställen. (Siehe: Schlösser und Herrenhäuser in Schleswig-Holstein.)

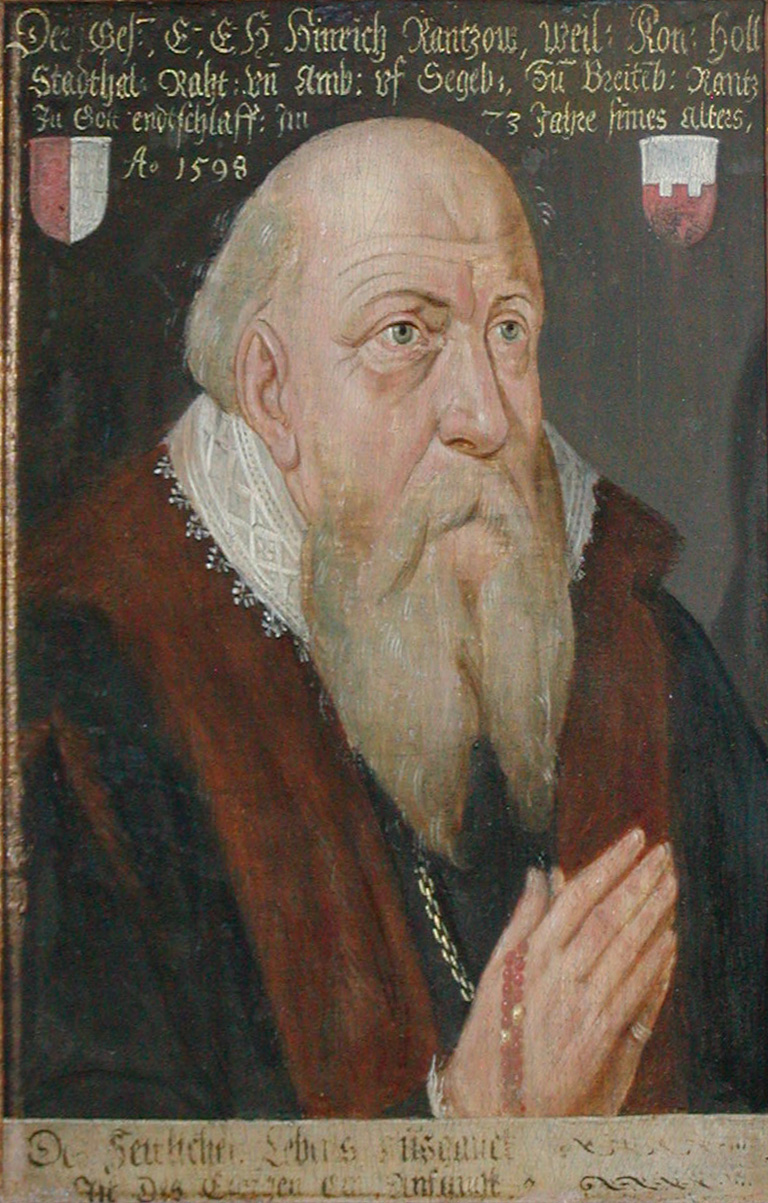
Heinrich Rantzau (1526–1598), von 1556 bis 1598 Statthalter dreier dänischer Könige, Ökonom, Humanist

Die schleswig-holsteinischen ritterlichen Familien gehören zum Deutschen Adel, unterstanden jedoch jahrhundertelang durch die Personalunion der Herzogtümer Schleswig und Holstein mit Dänemark den dänischen Königen. Die Grafschaft Holstein (seit 1474 Herzogtum) unterstand – anders als das Herzogtum Schleswig – zugleich aber als Teil des Heiligen Römischen Reiches den römisch-deutschen Königen und Kaisern, die folglich – ebenso wie die dänischen Könige – Adelstitel bzw. Rangerhöhungen an solche Familien verliehen. Manche Familien erhielten daher den (meist für alle Familienmitglieder erblichen) Reichsgrafenstand, andere den (in der Regel primogenen) dänischen Titel Lehnsgraf oder Baron. Einige dieser Familien brachten Zweige hervor, die auch in Dänemark ansässig wurden und teilweise bis heute zum Dänischen Adel gehören. Sofern die Familiennamen sich von einem Herkunftsort (Stammsitz) ableiten, sind sie mit dem Adelsprädikat „von“ verbunden, doch wurde dieses – nach skandinavischem Vorbild – in der urkundlichen und gesellschaftlichen Namensführung oft weggelassen oder durch den vorangestellten (oder hinter Vor- und Nachnamen erwähnten) Rittertitel (eques) bzw. Schildknappe (scutiger) oder Edelknecht (armiger) ersetzt. Führende Persönlichkeiten aus der Ritterschaft, wie der vielfach talentierte Statthalter Heinrich Rantzau, leiteten über Jahrhunderte die Geschicke von Schleswig und Holstein.
Der aufgeklärte Kronprinzregent Friedrich (VI.) erließ 1804 eine Verordnung, wonach auf den adligen Gütern in Schleswig und Holstein mit Wirkung vom 1. Januar 1805 die Leibeigenschaft (Schollengebundenheit) mit allen unangemessenen Hand- und Spanndiensten „gänzlich und auf immer abgeschafft“ sein sollte (Bauernbefreiung). Im Laufe einiger Jahre wurde dies auch umgesetzt. Im 19. Jahrhundert entzweiten plötzlich nationale Gegensätze zwischen Deutsch und Dänisch die Länder. Zuvor hatte die Sprachen- und Nationalitätenfrage für Adel und Bevölkerung kaum eine Rolle gespielt. Die Ritterschaft und bald auch weite Teile der deutschen nationalliberalen Bewegung in den Herzogtümern Schleswig und Holstein hielten den Vertrag von Ripen mit seiner zugesicherten Unteilbarkeit und dem Wahlrecht für den Herzogsthron für ihr „historisch verbrieftes Recht“. Darüber kam es schließlich zur Erhebung vom 1848 im Rahmen der März-Revolution und deshalb in der Folge zum Schleswig-Holsteinischen Krieg (1848–1851) zwischen der deutschen nationalliberalen Bewegung im Bündnis mit den meisten Staaten des Deutschen Bundes einerseits und dem Königreich Dänemark andererseits. Es folgte dann 1864 der Deutsch-Dänische Krieg zwischen dem Deutschen Bund und Dänemark um die Zugehörigkeit Schleswigs zu Dänemark. Die mehrfach verschobene Grenze zwischen Dänemark und Deutschland ließ nach 1920 nördlich der Clausen-Linie nur wenige ritterschaftliche Güter wie Schloss Gram auf die dänische Seite wechseln, dafür jedoch eine Reihe landesherrlicher Schlösser.
Nach dem Ersten Weltkrieg wurden bei fast allen Adligen Gütern die bisherigen Zeitpachtdörfer (Schupflehen) von den Gutshöfen getrennt, die Bauern gegen geringe Renten zu freien Eigentümern gemacht; der Politiker Christian Graf zu Rantzau wirkte daran entscheidend mit. Nach dem Zweiten Weltkrieg mussten fast alle Meierhöfe ebenfalls von den Gütern abgetrennt werden. Das sogenannte 30.000-Hektar-Abkommen, eine Art freiwillige Bodenreform, die Flüchtlinge in Schleswig-Holstein nach dem Zweiten Weltkrieg zu Kleinbauern machte, kam unter der Vermittlung von Friedrich Herzog zu Schleswig-Holstein und Conrad Graf von Brockdorff-Ahlefeldt zustande. Sie erwies sich jedoch wirtschaftlich als Fehlschlag, denn 1958 führten in Schleswig-Holstein lediglich 4246 Vertriebene (von 2,6 Millionen) einen eigenen land- oder forstwirtschaftlichen Betrieb und nur die Hälfte dieser Bauernstellen war über 10 Hektar groß, die meisten arbeiteten unwirtschaftlich und wurden verkauft oder aufgegeben. 1959 wurde diese Bodenreform beendet.
Ein Trend in jüngerer Zeit ist die Trennung vieler Herrenhäuser von den Adligen Gütern. Da in vielen Fällen die land- und forstwirtschaftlichen Erträge der Güter für den Unterhalt großer Herrenhäuser nicht mehr ausreichten und diese daher veräußert wurden, konnten einige vom Verfall bedrohte Herrenhäuser auf diese Weise erhalten werden, während Gutshäuser wie Kühren, Lehmkuhlen oder Depenau abgebrochen wurden. Manchen bekam jedoch der Verlust ihrer wirtschaftlichen Basis nicht, Häuser wie Gut Salzau oder Schloss Rantzau verkamen über Jahrzehnte. Neuere, oft touristische oder gastronomische Konzepte schufen in manchen Fällen Abhilfe.
Während ein überwiegender Teil der Geschlechter der „Equites Originarii“ im Lauf der Jahrhunderte im Mannesstamm erloschen ist, bilden die bis heute existierenden Familien der „Equites Originarii“ sowie der „Equites Recepti“, gemeinsam mit den adligen Familien der Lauenburgischen Ritterschaft, heute die Schleswig-Holsteinische Ritterschaft. Diese unterhält die Adeligen Damenstifte Kloster Preetz, Kloster Itzehoe, St.-Johannis-Kloster vor Schleswig und Kloster Uetersen. Sie ist auch Trägerin der Ritterschaftlichen Gesellschaft Schleswig-Holstein/Lauenburg e. V., die etwa landesgeschichtliche Bildungsmaßnahmen finanziert.

## Geschlechter der „Equites Originarii“
Auf dem Höhepunkt der ständischen Macht, also im 15. und 16. Jahrhundert, gab es ungefähr 25 bis 30 Geschlechter, die zu den Equites Originarii zählten. Von den holsteinischen Uradelsgeschlechtern existierten 1590 noch folgende (in der heutigen Schreibweise):
- Ahlefeldt,
- Blome (ausgestorben † 1945, in Dänemark 1984),
- Breide (ausgestorben † 1675),
- Brockdorff,
- Buchwaldt, *
- Damme († 1679),
- Gadendorp († 1613 (M), 1646 (W)),
- v. d. Hagen († 1641),
- Heesten bzw. Heist († 1642),
- Hoken bzw. Höcken († 1741),
- Krummendieck (in Schleswig-Holstein † 1598, in Schweden † 1529, in Norwegen † vor 1530 (M) 1539 (W), in Dänemark † 1541 (M) 1551 (W)),
- Meinstorp († 1664),
- Plesse († 1639),
- Pogwisch († 1845),
- Qualen († 1890),
- Rantzau,
- Rathlow († 1792)[6]
- Reventlow,
- Rumohr,
- Sehestedt (in Schleswig-Holstein † 1767[7], in Dänemark † 1872)[8],
- Smalstede († 1618),
- Stake († nach 1555),
- Stove bzw. Stöven († 1630),
- Swyn († 1577),
- Thienen (in Schleswig-Holstein) seit 1841 Baron von Thienen-Adlerflycht[9],
- Wahlstorf († nach 1634, in Dänemark (M), 1671 (W)),[10]
- Wensin († 1658),
- v. d. Wisch († 1873),
- Wittorp († 1697),
- Wohnsfleth († 1747).

Bereits im 15. Jahrhundert und 16. Jahrhundert sind etliche uradelige Familien beziehungsweise Linien von uradeligen Familien mit eigenem Geschlechternamen ausgestorben, einige schon im 14. Jahrhundert, andere sind aus den Herzogtümern nach Dänemark abgewandert, so zum Beispiel:
- Alverstorp († um 1440),
- Ascheberg († 1535),
- Barmstede († um 1375),
- Barsebeke († um 1495),
- Block († nach 1463)[8],
- Bosendal († ca. 1535, in Dänemark nach 1501),
- Campe(n) († 1499),
- Dosenrode († 1476),
- Godow (aus Godau am Plöner See), um 1330 nach Lolland ausgewandert († ca. 1510)
- Hake († ca. 1585),
- Haselau († 13. Jh.),
- v. d. Helle († ca. 1461),
- Hummersbotele bzw. Hummelsbüttel († 1496),
- Kale († 1420),
- von dem Knope bzw. Knoop (aus Gut Knoop), nach Dänemark abgewandert, dort als Knob(e) † 1565
- Kuren bzw. Kühren († um 1435),
- Kule († 1492),
- Lasbeke († um 1475),
- Latendorp († um 1485),
- Lembek († 1562),
- Mistorp († 1555),
- Möed (auch Möeth oder Moeten), Schack Möeth (Burgvogt von Kiel) fiel 1500 bei Hemmingstedt,
- Moislingen (in Lübeck-Moisling bis 1376)
- Muggele bzw. Mucheln († ca. 1475),
- Muk(k)esvelde (= Muggesfelde) († um 1425),
- Plone bzw. Plön († um 1405),
- Porsvelde bzw. Postfeld († 1514 in Danmark)[8],
- Rastorp (aus Gut Rastorf, um 1327/28 nach Dänemark ausgewandert, dort unter dem Namen Rostrup † 1749)
- Rickesdorp bzw. Rixtorp († 1509),
- Rönnow, 1413/14 nach Dänemark ausgewandert, dort als Rønnow ab 1450 auf Gut Hvidkilde im Kirchspiel Egense Sogn ansässig († 1600)
- Sandbergh († 1473),
- Scharpenberg († um 1350),
- Schinkel († ca. 1495, in Dänemark: Skinkel [m søblade] † 1560),
- Selsingen († um 1420),
- Siggem († 1500),
- Smalstede († 1546),
- Stampe, um 1360 nach Dänemark ausgewandert, dort † ca. 1550
- Swawe († 1500),
- Tedinghuusen/Tinhuus bzw. Tetenhusen († 1555),
- Tralow bzw. Tralau († ca. 1420),
- Wiltberg († nach 1469),
- Zeggendorp (= Sechendorf) († ca. 1410).

Zu den im Spätmittelalter bzw. in der frühen Neuzeit eingewanderten und informell aufgenommenen Adelsgeschlechtern gehören unter anderen die Thienen (vor 1314; ab 1840: Baron von Thienen-Adlerflycht), von dem Hagen (um 1320), Blome (um 1406) und Schack (vor 1584). Während zahlreiche der Equites Originarii dänische Zweige bildeten, die auf Lehnsgütern im Königreich ansässig wurden, fand aus dänischem Adel nur das südjütische Uradelsgeschlecht Holck (seit 1633 Reichsgrafen) direkte Aufnahme in die holsteinische Ritterschaft.
Im Jahr 1837 blühten laut Auskunft der Ritterschaft nur noch folgende holsteinische Uradelsgeschlechter: v. Ahlefeldt, v. Blome († 1945), v. Brockdorff, v. Buchwaldt, v. Qualen († 1890, ein unebenbürtiger Zweig, der dem niederländischen Rittmeister Hans Hanssen (1661–1713) entstammt, existiert seit Anfang des 18. Jahrhunderts in Südjütland (Schreibweise: von Qualen)), v. Rantzau, v. Reventlow, v. Rumohr, v. Thienen, v. d. Wisch († 1873).
Heute existieren nur noch neun dieser Equites Originarii: die Familien Ahlefeld, Brockdorff, Buchwaldt, Rantzau, Reventlow, Rumohr und Thienen-Adlerflycht als einheimische Uradelsgeschlechter sowie die zugewanderten, ebenfalls zum ritterlichen Uradel gehörenden Familien Holck und Schack. Der Zweig der Grafen Holck auf Eckhof (Dänischer Wohld im Herzogtum Schleswig) wurde Anfang 1800 unbedingt rezipiert. Die Schack, aus Bardowick im Kurfürstentum Lüneburg stammend, wanderten über das Herzogtum Sachsen-Lauenburg um 1580 in die Herzogtümer Holstein und Schleswig ein; ihre Zugehörigkeit wurde Anfang 1714 anerkannt und sie wurden in die korporative Gemeinschaft der Equites Originarii aufgenommen. Die Originarii hatten immer besondere Rechte und Privilegien, auch gegenüber den anderen adeligen Familien, die nicht zu dieser Gruppe gehörten.
Die Wappen der heute weiterhin existierenden ursprünglichen Adelsgeschlechter der Schleswig-Holsteinischen Ritterschaft:

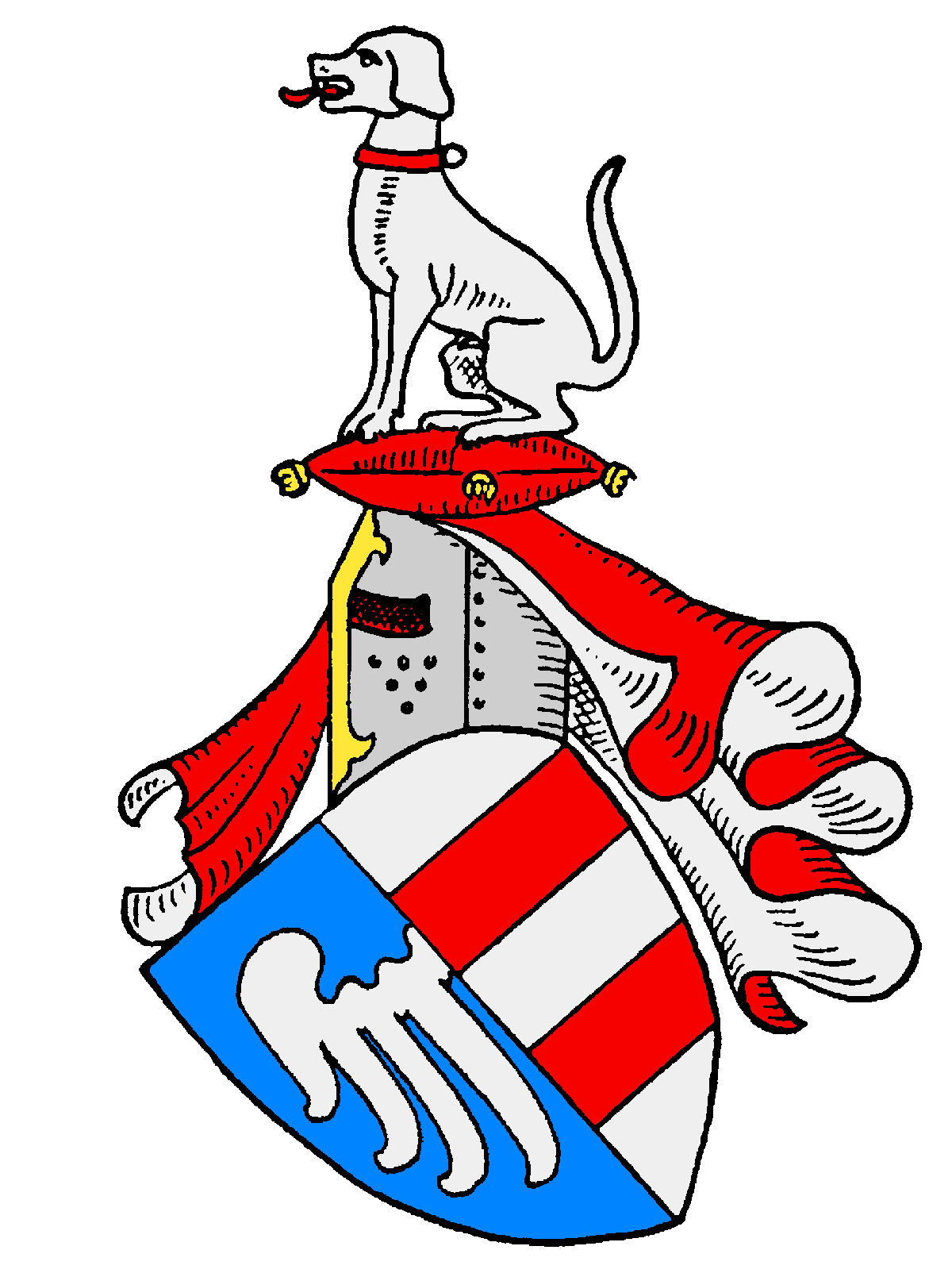
Ahlefeld
Brockdorff
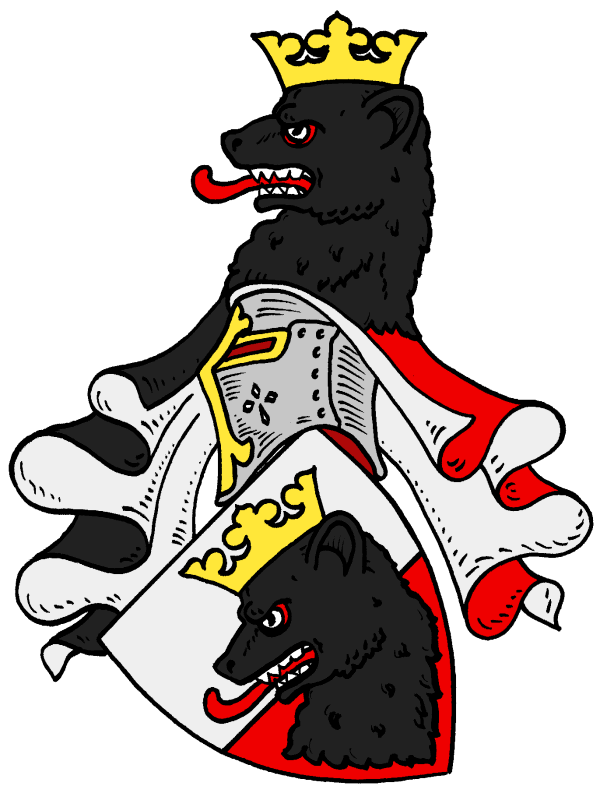
Buchwaldt
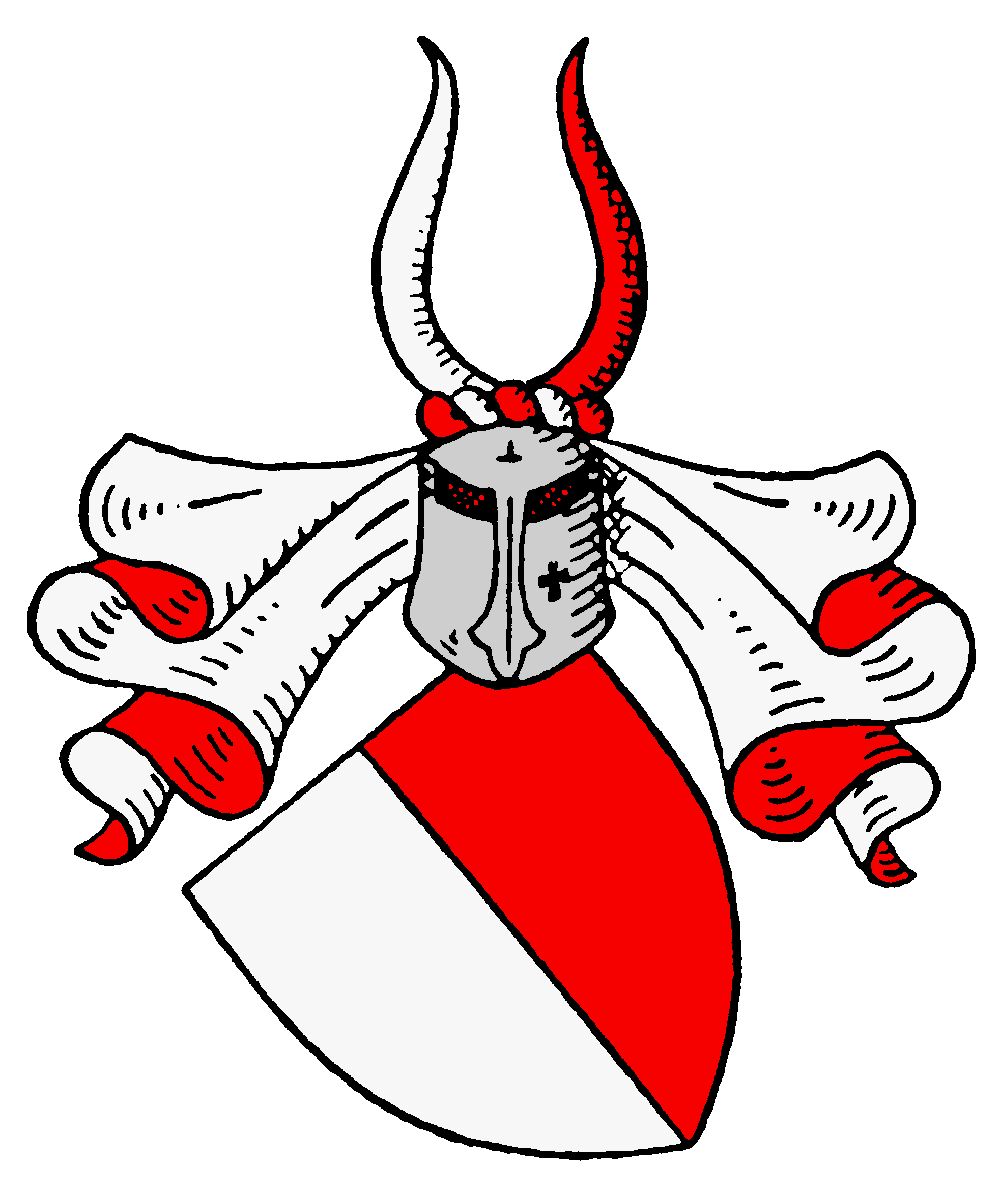
Rantzau
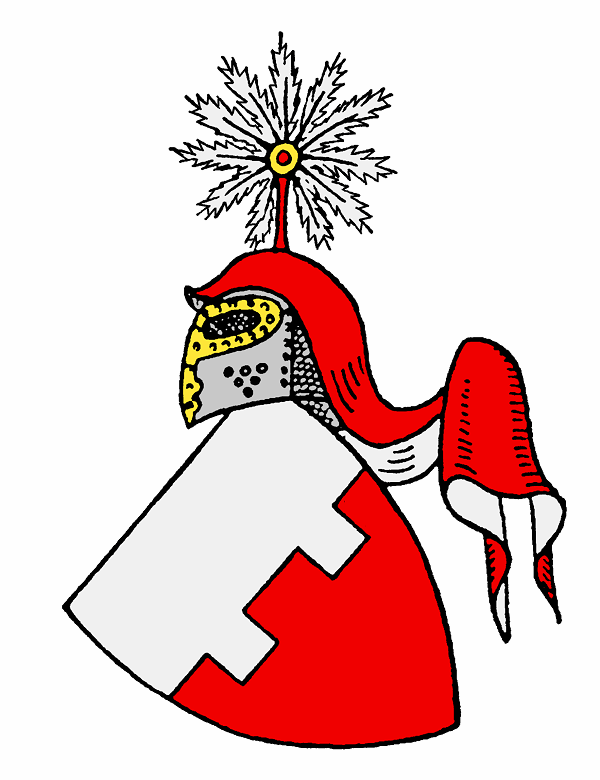
Reventlow
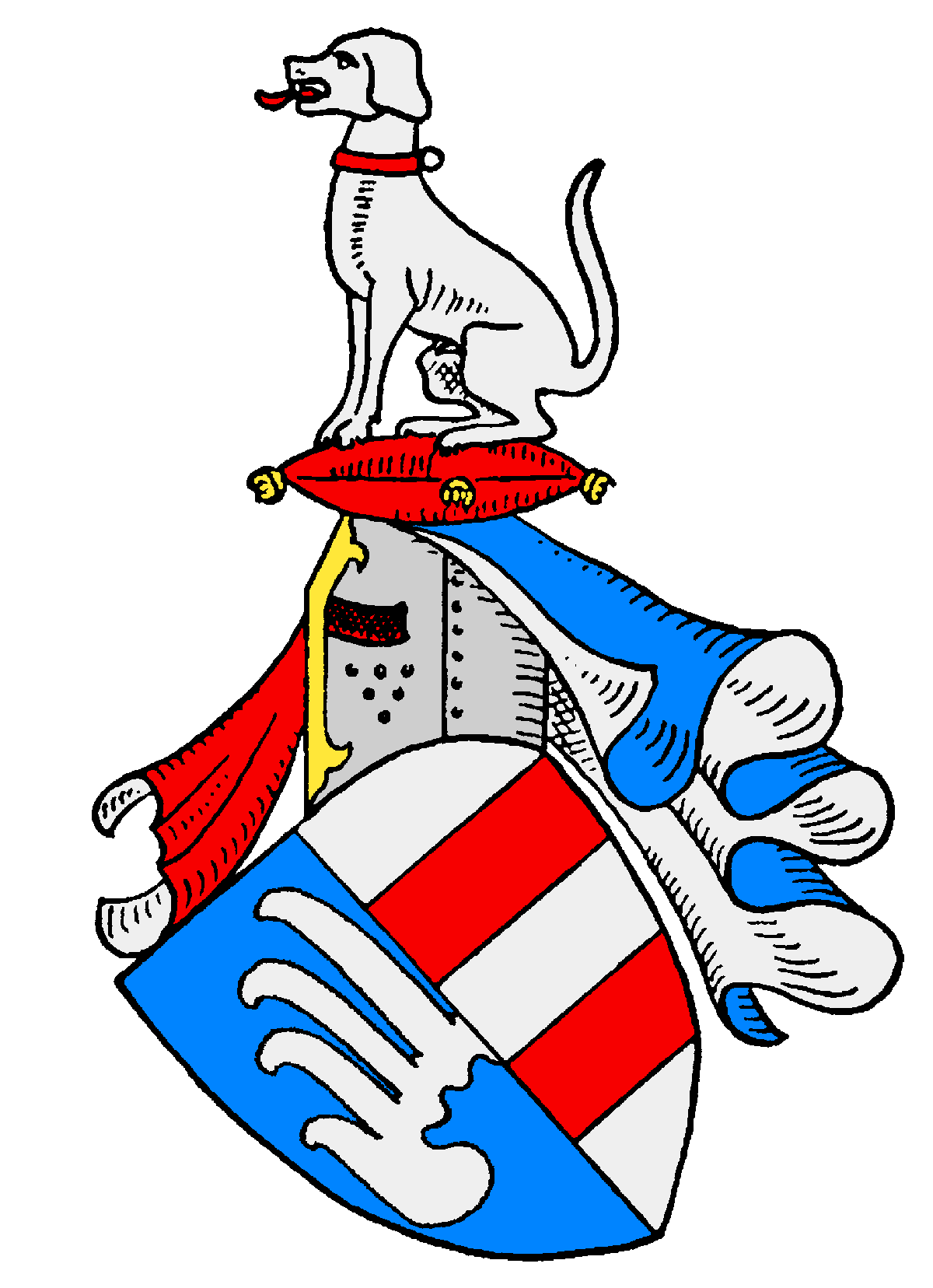
Rumohr
Thienen-Adlerflycht
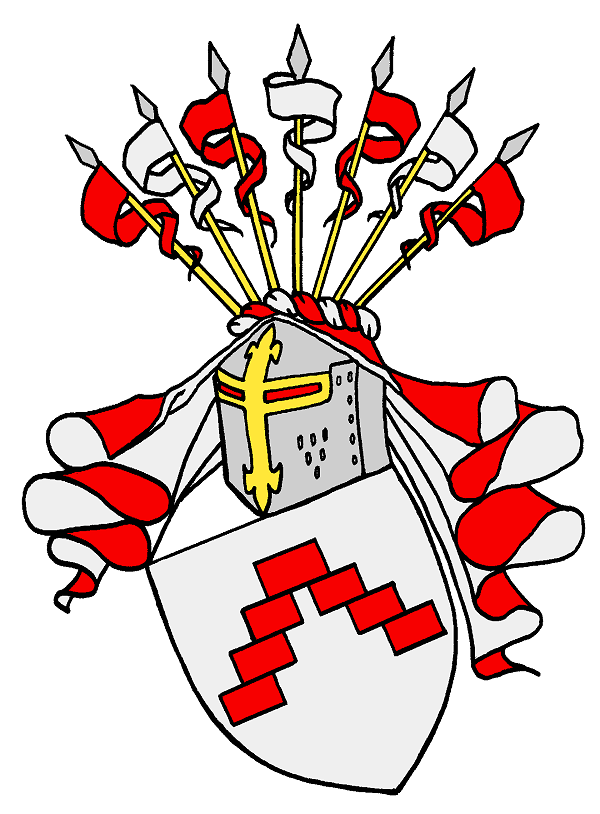
Holck
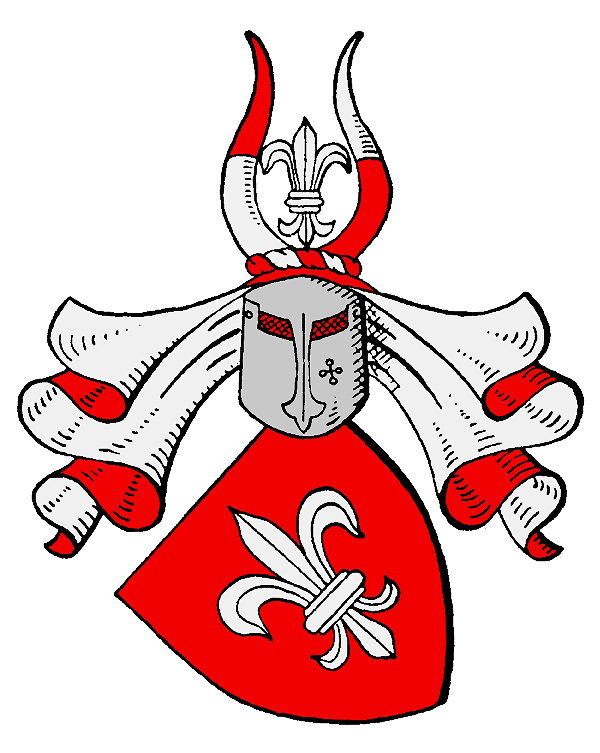
Schack

## „Equites Recepti“
Die zweite wichtige Gruppe des Schleswig-Holsteinischen Adels sind die „Recepti“ (Aufgenommenen), die durch einen besonderen Rechtsakt unbedingt oder bedingt in die Ritterschaft aufgenommenen Familien. Auflage ist bis heute, dass solche Familien dem historischen Adel angehören sowie seit drei Generation (i.d. Praxis 60 Jahre) in Schleswig-Holstein leben und ein Adliges Gut besitzen. Hierzu werden inzwischen auch die Adelsfamilien aus der Lauenburgischen Ritterschaft gezählt (Dieser selbst gehören jedoch, ebenso wie bei den Niedersächsischen Ritterschaften, sämtliche Besitzer eines bei der Ritterschaft immatrikulierten Rittergutes im Kreis Herzogtum Lauenburg an, also auch die bürgerlichen Gutsbesitzer).
Bei den Recepti muss man zwischen zwei Gruppen unterscheiden:
1. Die aus dem (deutschen) Ausland zugewanderten uradeligen Familien, wie beispielsweise die Plessen, Baudissin, Platen, Levetzow, Bernstorff, Hahn, Scheel, Holstein, Hessenstein, Schilden, Moltke und Bülow sowie
2. die ursprünglich bürgerlichen (briefadeligen) Familien, zu denen etwa die Wedderkop († 1962), Liliencron, Kielmansegg, Luckner, Hedemann-Heespen, Abercron oder Schimmelmann gehören.

Unter die Recepti werden derzeit die folgenden Familien (bzw. ihre in Schleswig-Holstein gutsgesessenen Zweige) gezählt:
v. Abercron,
Freiherren v. Ahlefeldt-Dehn,
Grafen v. Ahlefeldt-Laurvig,
Grafen v. Baudissin-Zinzendorf,
Grafen v. Bernstorff (Stintenburg, ehem. Wotersen),
Lehnsgrafen v. Bernstorff-Gyldensteen,
v. Bethmann-Hollweg,
Grafen v. Brockdorff-Ahlefeldt (Ascheberg),
Grafen v. Brockdorff-Dallwitz,
v. Bülow (Alt-Bokhorst, Bossee, Bothkamp, Gudow, Wittmoldt),
Grafen v. Bülow,
Freiherren v. Donner,
Barone v. Hobe-Gelting,
Freiherren v. Jenisch,
Grafen v. Hahn (Neuhaus),
Grafen v. Holstein,
Grafen v. Kerssenbrock,
Grafen v. Kielmansegg,
Freiherrn v. Liliencron,
Grafen v. Luckner,
Grafen v. Platen-Hallermund,
Barone v. Plessen,
Grafen v. Plessen,
Lehnsgrafen v. Schack-Schackenborg,
Lehnsgrafen Scheel v. Plessen,
v. Schiller (Buckhagen),
Grafen v. Schimmelmann,
Grafen zu Stolberg-Stolberg,
Freiherren v. Thienen-Adlerflycht,
Grafen v. Thun und Hohenstein,
Grafen v. Waldersee,
Grafen v. Westphalen zu Fürstenberg.

## Abgrenzung zu Nachbarländern
Im Gebiet des heutigen Landes Schleswig-Holstein verfügte das eigenständige Herzogtum Sachsen-Lauenburg (das Gebiet etwa des heutigen Kreises Herzogtum Lauenburg) über eine eigene Ritterschaft (die ebenfalls bis heute existiert). Anders als die Herzogtümer Schleswig und Holstein, die eng mit Dänemark verbunden waren, besaß das Herzogtum Lauenburg mit einer Linie der Askanier von 1296 bis 1689 eine eigene Dynastie. Ab 1648 wurde es um das säkularisierte Hochstift Ratzeburg erweitert. 1689 kam es an die Welfen und wurde Teil der Personalunion des Kurfürstentums Hannover mit Großbritannien. Erst 1814 wurde es Bestandteil des Dänischen Gesamtstaates, zu dem auch Schleswig und Holstein gehörten, und kam 1865 unter preußische Herrschaft. Heute sind die landsässigen lauenburgischen Adelsgeschlechter in die Schleswig-Holsteinische Ritterschaft aufgenommen.
Während etliche Zweige schleswig-holsteinischer „Equites Originarii“ in Dänemark ansässig wurden und teilweise bis heute zum Dänischen Adel gehören, darunter Zweige der Ahlefeldt, Blome, Brockdorff, Rantzau, Reventlow, ebenso manche Zweige der „Equites Recepti“ wie der Bernstorff, Moltke oder Scheel von Plessen, gelangte ein Zweig der „originarii“ Rumohr vor knapp 400 Jahren bis heute auf Besitzungen in Norwegen, ebenso ein Zweig der ursprünglich stormarnschen, später pommerschen Wedel. Vereinzelt wurden schleswig-holsteinische Adlige auch in der Schwedischen Ritterschaft introduziert. Demgegenüber wechselten lediglich die südjütischen Grafen Holck vom dänischen in den schleswig-holsteinischen Adel, zu dem sie bis heute gehören.
Das wohlhabende bürgerliche Patriziat der Reichsstadt Lübeck beherrschte die reichsunmittelbare Hansestadt sowie ihr Umland und war in der Zirkelgesellschaft organisiert. Mit den Hanseaten aus Lübeck und Hamburg unterhielten die ritterschaftlichen Familien seit dem Mittelalter vor allem wirtschaftliche Beziehungen, indem sie die hanseatischen Groß- und Fernhändler mit Getreide, Holz usw. belieferten. Die Umgebung von Lübeck und Eutin gehörte teilweise zum alten Hochstift Lübeck, in dem vor allem nach der Reformation der Holsteiner Adel oft die Domherren und Dompröpste stellte.